# 대니엘 플렛카

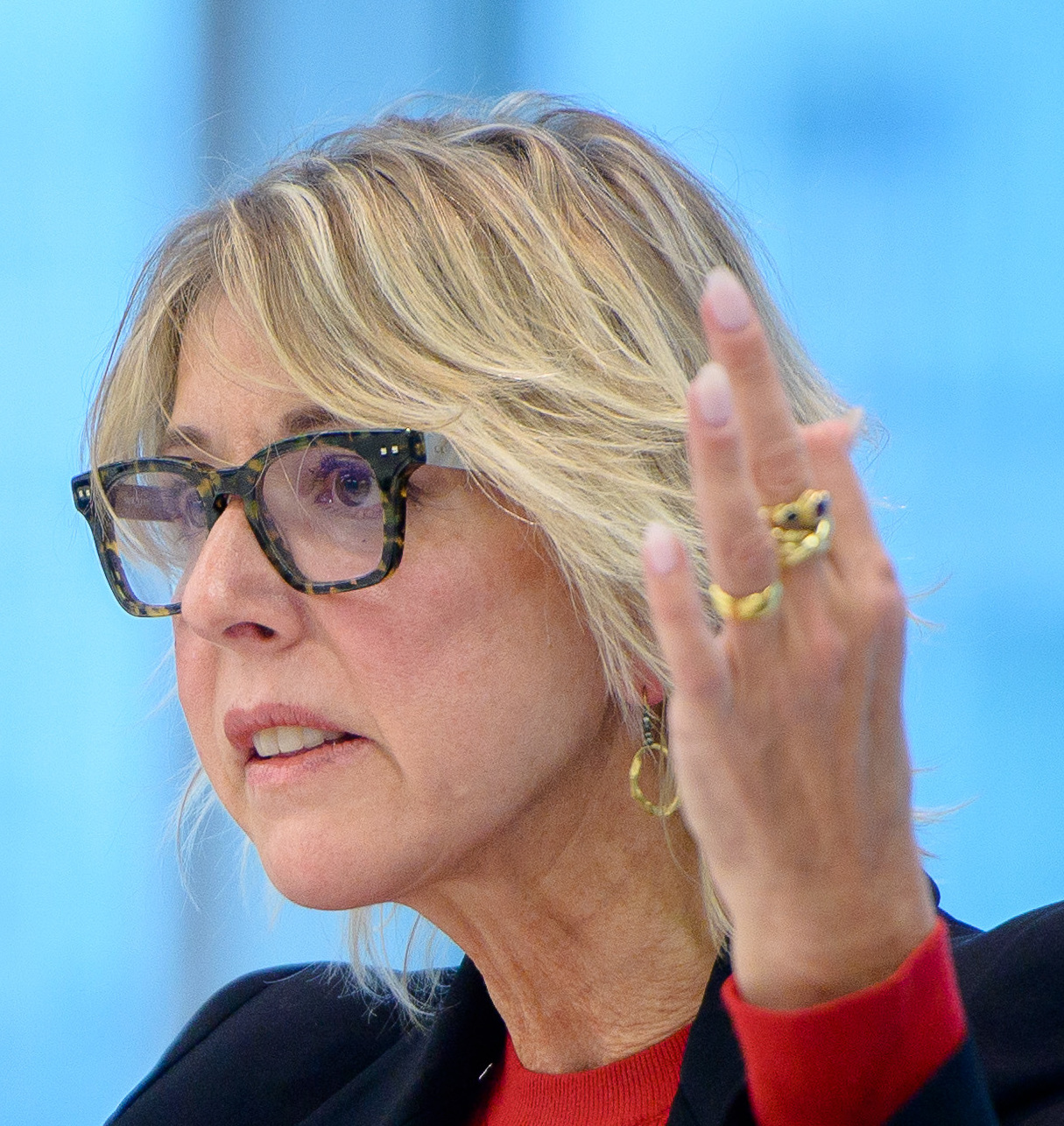

대니엘 플렛카(영어: Danielle Pletka, 1963년 ~ )는 미국 기업 연구소(AEI) 현 부소장(2002~ )이다. 이전에는 상원의 외교위 전문위원이었다.